# Epistoleus
Im antiken Griechenland wurde der Unterbefehlshaber bzw. der zweite Befehlshaber der spartanischen Flotte als Epistoleus (altgriechisch Έπιστολεύς) bezeichnet.
Er war somit Stellvertreter des Nauarchos (des Kommandanten) und übernahm dessen Posten, wenn jener als Befehlshaber ausfiel (etwa durch Krankheit oder Tod in einem Gefecht). Mitunter führte der Epistoleus das tatsächliche Kommando, während der Nauarch nur den nominellen Oberbefehl innehatte (so Lysander, der das Amt des Nauarchen nicht mehr bekleiden durfte, nach der Schlacht bei den Arginusen).
Zugleich oblag dem Epistoleus auch der Schrift- bzw. Briefverkehr mit den Behörden in der Heimat.